# Maanshania crusticeps
La maanshania (Maanshania crusticeps) è un enigmatico animale estinto, vissuto nel Cambriano inferiore (circa 520 milioni di anni fa), i cui resti fossili sono stati ritrovati nel noto giacimento di Maotianshan, in Cina.

## Descrizione
L'aspetto di questo animale era simile a quello di un verme; l'intero corpo era lungo circa 5 centimetri ed era largo fino a 5 millimetri. La parte anteriore del corpo terminava in una struttura quasi rettangolare, conservatasi nell'unico esemplare fossile sinora rinvenuto in notevole rilievo. Questa struttura, interpretata come la testa dell'animale, era ornata da numerose striature longitudinali ed era dotata di strutture (papillae) disposte trasversalmente. Il tronco, invece, era annulato finemente ed erano presenti anche qui file di papillae. Nel fossile è conservata un'ampia traccia scura, presumibilmente l'intestino dell'animale, ma la parte posteriore del corpo non è nota con completezza.

## Classificazione
Non è chiaro a quale gruppo di animali appartenesse Maanshania. Gli autori della prima descrizione (Hou et al., 1999) hanno riscontrato somiglianze con i vermi paleoscolecidi rinvenuti nello stesso giacimento, a causa della presenza di file trasversali di papillae. Vi sono anche somiglianze con il gruppo dei lobopodi, ma il fossile non mostra tracce di zampe. In ogni caso, l'enigmatica struttura interpretata come una testa non assomiglia ad alcuna altra struttura nota in un animale del Cambriano. 